# Patsy Cline
 (juillet 2023).
Si vous disposez d'ouvrages ou d'articles de référence ou si vous connaissez des sites web de qualité traitant du thème abordé ici, merci de compléter l'article en donnant les références utiles à sa vérifiabilité et en les liant à la section « Notes et références ».
Pour les articles homonymes, voir Cline.
Patsy Cline  (8 septembre 1932 – 5 mars 1963), née Virginia Patterson Hensley, est une chanteuse américaine de musique country qui connut son apogée pendant l'ère du « son de Nashville » au début des années 1960. Depuis sa mort à 30 ans dans un accident d'avion privé en 1963, au faîte de sa carrière, elle est considérée comme l'une des plus influentes chanteuses du style country.
Patsy Cline est surtout connue pour son timbre riche et émotionnellement expressif de contralto gras, qui, avec son rôle dans l'industrie de la musique country, a été cité comme une source d'inspiration par des chanteurs de nombreux genres musicaux différents. Sa vie et sa carrière ont fait l'objet de nombreux livres, films, documentaires, articles et pièces de théâtre.
Des millions de ses albums ont été vendus depuis son décès, et elle a reçu de nombreux prix à titre posthume, qui lui ont donné un statut d'icône que certains fans comparent à celui des légendes Johnny Cash et Elvis Presley. Dix ans après sa mort, elle est devenue la première chanteuse solo intronisée au Country Music Hall of Fame. Sur la plaque du Country Music Hall of Fame est écrit : « Son héritage d'enregistrements intemporel est un témoignage de sa qualité artistique. »

## Biographie

### Jeunesse
Virginia Patterson Hensley est née à l'hôpital de Winchester, ville du comté de Frederick dans l'État de la Virginie. Elle est la fille de Samuel Lawrence Hensley, un forgeron et un fermier, et de Hilda Paterson Hensley qui vivent dans la ferme des parents de Samuel L. Hensley à Gore un hameau proche de Winchester. À partir de 1937, la famille Hensley ne cesse de déménager dans différentes villes comme Shenandoah, Lexington,  Portsmouth pour enfin retourner à Winchester en 1948. La même année Samuel L. Hensley quitte son épouse et leurs trois enfants,,
Avec sa mère, la jeune Patsy commence à chanter au sein du chœur de l'église baptiste de Gore. Pendant son enfance, elle est fascinée par les stars de Hollywood. Elle écoute l'émission radiophonique hebdomadaire le Grand Ole Opry, qui lui fait découvrir l'univers de la musique country.
elle habite dans une maison, cette maison est aujourd'hui connue comme la Patsy Cline House, à Winchester. Elle y a vécu de 1948 à 1953.

### Carrière
Elle signe son premier contrat en tant que chanteuse country en 1953 et, malgré sa mort précoce, devient l'une des chanteuses les plus influentes de l'histoire de la musique populaire américaine. Cline est le nom de son premier mari, Gerald Cline, magnat dans le bâtiment, dont elle est l'épouse de 1953 à 1957.
En 1957, Cline se maria avec Charles Allen Dick, qui travaillait en tant qu'opérateur de linotype pour le Winchester Star. Ils eurent une fille, Julia Simadore Dick (née en 1958, connue sous le nom de Julie Fudge), et un fils, Allen Randolph "Randy" Dick (né en 1961).
Son premier grand succès fut Walkin' After Midnight (1957), écrit par Don Hecht et Alan Block. Elle est devenue une star avec le spectacle de musique country Grand Ole Opry en 1960. Bien qu'elle ait commencé sa carrière en chantant du rockabilly, il devint vite évident que sa voix était idéale pour les morceaux country/pop. Quelques titres phares : Crazy (écrit par Willie Nelson mais associé à jamais au nom de Patsy Cline), She's Got You, I Fall to Pieces, et Sweet Dreams de Don Gibson.
Le 14 juin 1961, Patsy Cline et son frère ont un accident de voiture qui la propulse à travers le pare-brise, la tuant presque. Après un mois passé à l'hôpital, son front gardera les cicatrices de l'accident.

### Vie privée
Elle est morte en 1963 à l'âge de 30 ans dans un accident d'avion à Camden (Tennessee) tandis qu'elle revenait de Kansas City (Missouri). Trois autres figures de la musique country trouvent également la mort à cette occasion : Hawkshaw Hawkins, Cowboy Copas et Randy Hughes, son manager, qui pilotait l'avion. De plus, le chanteur Jack Anglin est mort dans un accident de voiture en se rendant à son enterrement.
La tombe de Patsy se situe au cimetière de Shenandoah Memorial Park, dans sa ville natale de Winchester, où se trouve également le monument érigé par ses admirateurs, une tour, équipée de plusieurs cloches et d'une plaque à sa mémoire. La tombe de Patsy est aussi celle de son mari Charles Allen Dick, décédé en 2015. Une tradition veut qu'on dépose un penny sur sa tombe (ou parfois sur le mémorial) afin de s'attirer de la chance, comme en témoignent les nombreuses pièces présentes sur sa pierre tombale.

## Récompenses
Parmi les nombreux honneurs dont elle a été gratifiée, il faut citer son étoile sur le Hollywood Walk of Fame au 6160 Hollywood Boulevard, mais aussi sa nomination au Country Music Hall of Fame en 1973. Elle a reçu en 1995, à titre posthume, le Grammy Lifetime Achievement Award, pour l'ensemble de sa carrière.
I Fall to Pieces a été élue 107e au classement des « chansons du siècle » par la RIAA.
Rolling Stone magazine classe The Patsy Cline Collection parmi les 50 (15/50) plus grands albums de tous les temps catégorie 
"Women who rock".

## Adaptations et références

### Adaptations au cinéma ou en spectacle
Le film Sweet Dreams (1985) avec Jessica Lange retrace, de manière fidèle aux yeux de ceux qui l'ont connue, l'histoire de sa vie à l'âge adulte, bien que la représentation de sa relation houleuse avec son second mari Charlie Dick (interprété par Ed Harris) soit sujette à controverse. L'accident d'avion où elle trouva la mort est représenté dans un paysage de montagnes, contrairement aux plaines du Tennessee, où celui-ci se déroula réellement.
Une autre adaptation de sa vie est la comédie musicale A Closer Walk with Patsy Cline écrite au Canada dans les années 1990, dont la première interprète, seule en scène, était Louise Vallance.
Le film de Jean-Marc Vallée, C.R.A.Z.Y., fait de nombreuses fois référence à Patsy Cline : dans le titre bien sûr, mais aussi dans le fait que les hostilités entre le personnage principal et son père s'ouvrent véritablement lorsque celui-ci brise en deux un enregistrement original de la chanson éponyme.